# De Villers
de Villers var en stuckatör verksam i Sverige under 1600-talet.
Man antar att de Villers var bördig från Brabant och att han 1671 anlitades av Magnus Gabriel De la Gardie för att utföra stuckaturarbeten i ett 10-tal rum på Karlberg och från 1673 även De la Gardies Ekholmen. I nuvarande lärarrummet på Karlberg utförde han en mittplafond som omges av fyra fält med lagerbärskvistar. Vid restaureringen 1939 avlägsnades alla övermålningar och överkalkningar och de ursprungliga färgerna brunt, grönt och silver kunde åter visas. Av bevarade räkenskapshandlingar framgår att de Villers själv utförde målningar av sina stuckaturarbeten.  